# هاري وودز
هاري وودز (بالإنجليزية: Harry Woods)‏ هو ممثل أمريكي، ولد في 5 مايو 1889 في الولايات المتحدة، وتوفي في 28 ديسمبر 1968 بلوس أنجلوس في الولايات المتحدة.

## وصلات خارجية
- هاري وودز على موقع IMDb (الإنجليزية)
- هاري وودز على موقع ألو سيني (الفرنسية)
- هاري وودز على موقع إن إن دي بي (الإنجليزية)
- هاري وودز على موقع قاعدة بيانات الفيلم (الإنجليزية)